# خوسيه ألبرتو رودريغيز كالديرون
خوسيه ألبرتو رودريغيز كالديرون (بالإسبانية: José Alberto Rodríguez Calderón)‏ هو سياسي مكسيكي، ولد في 23 أكتوبر 1961 في باتشوكا في المكسيك. حزبياً، نشط في الحزب الثوري المؤسساتي. وقد انتخب عضو مجلس النواب المكسيك.